# Прірва (фільм)
«Прірва» (англ. The Money Pit) — американська кінокомедія 1986 року, з Томом Генксом і Шеллі Лонг у головних ролях.

## Сюжет
Анна та Волтер мріють про власний будинок. Через агентство нерухомості вони знаходять даму, яка за невелику суму продає їм розкішний особняк. Коли Волтер та Анна переїжджають в будинок, з ним відбуваються дивні речі. Особняк у них на очах починає руйнуватися: відвалюються двері, провалюються підлоги, не працює водопровід. Куплена ними будова більш схожа на майстерно зроблену декорацію, ніж на справжнє житло. Армія найнятих ними професіоналів з рулетками, викрутками вивуджує у парочки останні гроші і заганяє їх у боргову яму.

## У ролях
- Том Генкс — Волтер Філдінг-молодший
- Шеллі Лонг — Анна Кроулі
- Олександр Годунов — Макс Бейссарт
- Морін Степлтон — Естель
- Джо Мантенья — Арт
- Філіп Боско — Керлі
- Джош Мостел — Джек
- Яков Смірнофф — Шатов
- Карміне Каріді — Бред
- Брайан Бекер — Ітан
- Міа Діллон — Маріка
- Джон Ван Дрілен — Карлос
- Дуглас Вотсон — Волтер Філдінг-старший
- Течі Агбаяні — Флоринда Філдінг
- Меттью Коулз — Марті
- Ці Ма — Хван

## Джерело
- Опис фільму(рос.)